# Kårstadsristningen

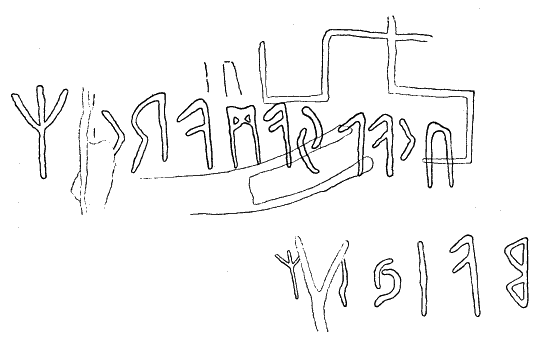
Inskriften på Kårstadsristningen

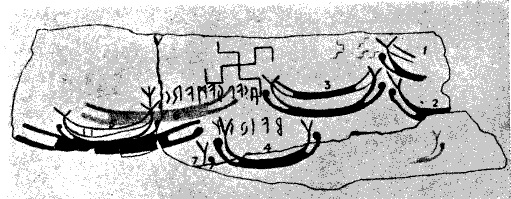
Kårstadsristningen

Kårstadsristningen (signum N KJ53) är en runhäll i Innviks socken, Stryns kommun i Norge, påträffad 1927.
Kårstadsristningen består av ett hakkors, ett 10-tal delvis skadade skeppsbilder samt en inskrift med äldre runor. Kårstadsristningen daterades ursprungligen till tiden 200-400 e. Kr., och kom att röna stort intresse genom sin tidiga datering, men den tidiga dateringen kom redan på 1930-talet att skjutas fram något i tid.
Textens innehåll har dock inte gått att uttyda, och tveksamheter har också framlagts huruvida verkligen alla delar av ristningen härstammar från samma tid.

## Inskriften
Inskriften i runor: ᛖᚲᚫᛚᛃᚫᛗᚫᚱᚲᛁᛉ ᛒᚫᛁᛃᛁᛉ eller ᛖᚲᚫᛚᛃᚫᛗᚫᚱᚲᛉ ᛒᚫᛁᛃᛉ (i runorna är oläsbar p.g.a. sprickbildning)  
Translitterering: ekaljamarkiR  baijiR  eller ekaljamarkR  baijR 
Tolkning efter Sigurd Agrell:  Jag AljamarkiR (=främling) (är) magikern (=kulttalaren)